# レモン牛乳

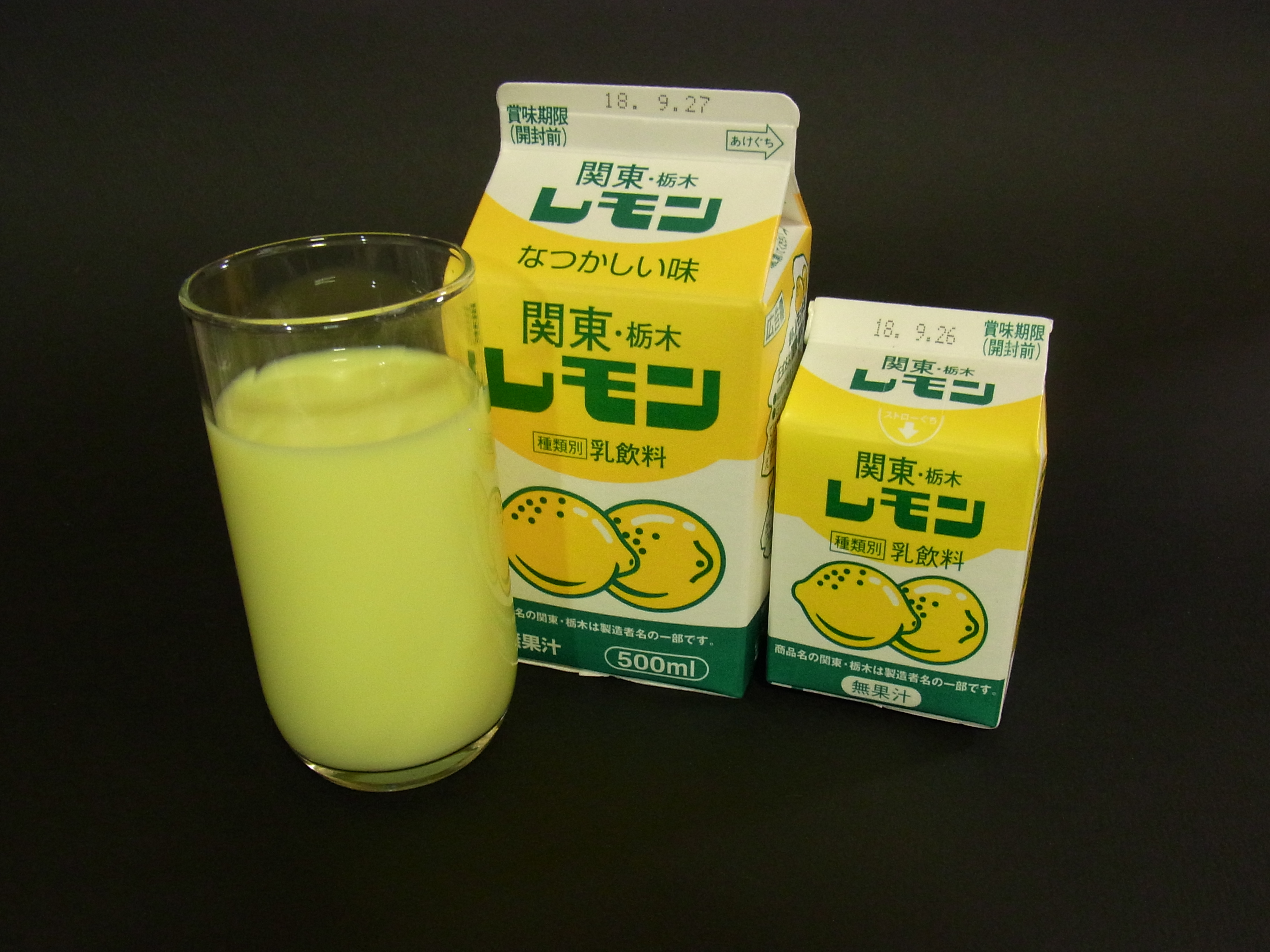
栃木乳業のレモン牛乳

レモン牛乳（レモンぎゅうにゅう）は、栃木県内の製乳メーカー2社が生産している乳飲料の通称である。無脂肪牛乳、生乳に甘味料、香料を加え着色料で黄色く着色した飲料である。
レモン果汁は入っておらず、無果汁と表示されている。
2000年に日本で発生した雪印集団食中毒事件をきっかけに、2003年から日本では生乳100%のものしか「牛乳」と表記することができなくなったため、商品名から「牛乳」が省かれている。

## 概要
宇都宮市の老舗製乳メーカー「関東牛乳」が第二次世界大戦後間もない頃に開発、「関東レモン牛乳」の名前で商品化したのが始まりである。発売当時は砂糖が貴重な時代で、砂糖を入れて黄色く着色したレモン牛乳は、すぐに人々に受け入れられた。
主に宇都宮市内の牛乳販売店や小売店の他、学校の購買部や運動会など学校行事での販売を通し売れ筋商品となり、同市民にとって馴染み深い飲料である。2002年頃から宇都宮市内のセブン-イレブンで取り扱いが始まり、人気が再燃していた。
関東牛乳の廃業に伴い2004年9月で一度生産中止となった後、栃木市の製乳メーカー「栃木乳業」が関東牛乳から無償でレシピ等を継承、2005年1月に「関東・栃木レモン」（かんとう・とちぎレモン）の名で復活した。「関東・栃木」の「関東」の部分の字が大きくなっている。紙パックの200mlと500mlがあり、栃木県内のコンビニエンスストアの一部店舗や一部のスーパーチェーン店、佐野SAをはじめとする栃木県内の東北自動車道のサービスエリアやパーキングエリア、県内各地の道の駅のほか、栃木県外でも一部地域にて購入が可能である。
経緯、時期等は不明であるが、栃木乳業から発売される前にも、一時的ではあるが、宇都宮市の製乳メーカー永島牛乳より関東永島レモンとして発売されている。
宇都宮市の製乳メーカー「針谷乳業」でも1940年代後半に開発し当初は「レモン牛乳」として販売していたが、2003年以降は「針谷おいしいレモン」の名称で商品化している。紙パックは200mlと500mlの2タイプがあるが、500mlの取扱店は少ない。
なお、上述のとおり本製品はレモンの味はしない。通常、牛乳にレモン果汁（柑橘類の果汁）を加えるとタンパク質成分が分離・沈殿してしまうため、レモン果汁入り乳飲料を製造することは制約が多い。

## 商品詳細

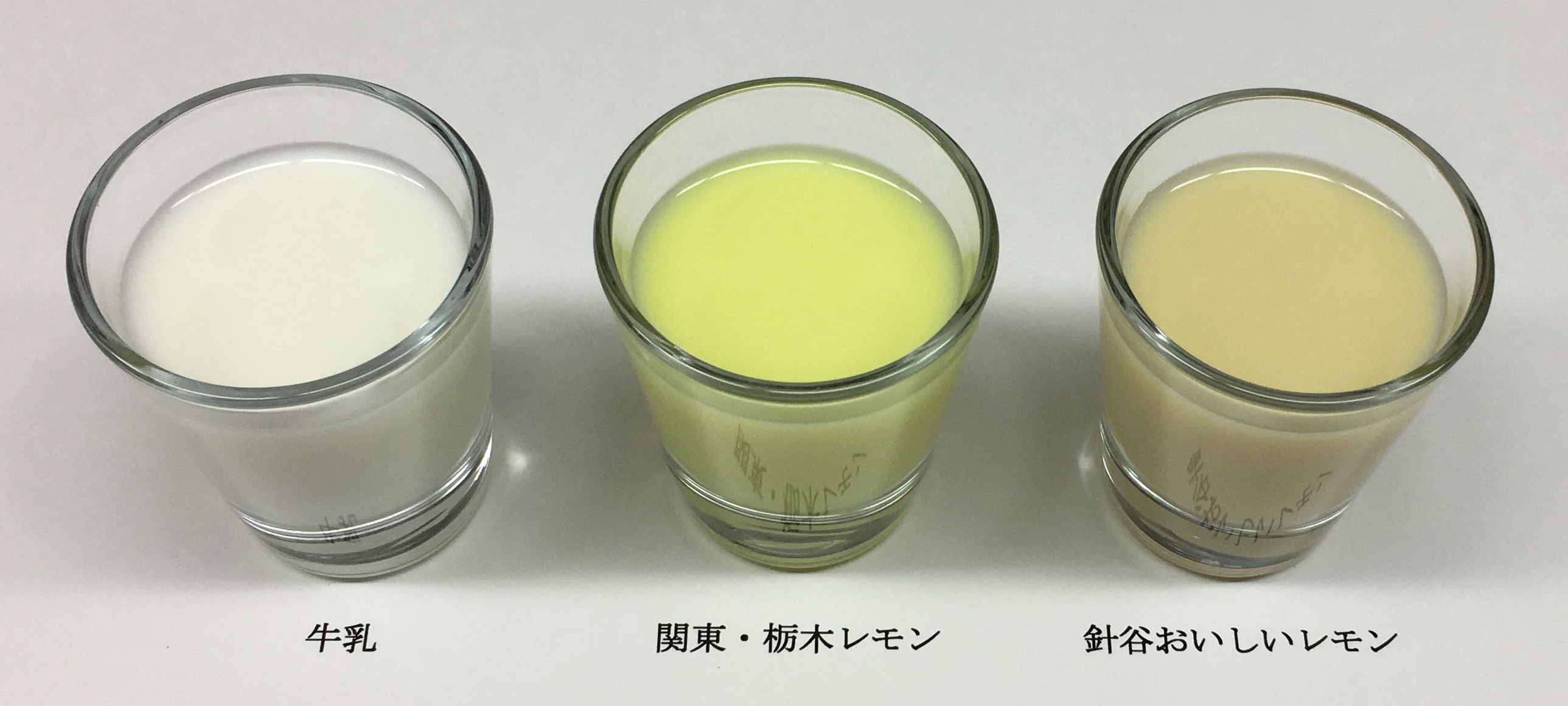
左から順に、牛乳、関東・栃木レモン、針谷おいしいレモン

### 関東・栃木レモン
栃木乳業製。無脂肪牛乳、生乳（50%未満）。甘味料は砂糖・ブドウ糖。当初は着色料に黄色4号を使用していたが、2013年からは天然着色料（紅麹・紅花黄）を使用している。

### 針谷おいしいレモン
針谷乳業製。無脂肪牛乳、生乳（50%未満）。甘味料はぶどう糖果糖液糖。着色料にはクチナシ色素を使用している。

## 派生商品

### 栃木乳業
- コーヒー牛乳[4]
- イチゴ牛乳 - とちおとめを使用[4]。
- ぶどう牛乳 - 巨峰を使用[4]。
- 関東・栃木レモンヨーグルト[5]

### 許諾を得た・使用している商品

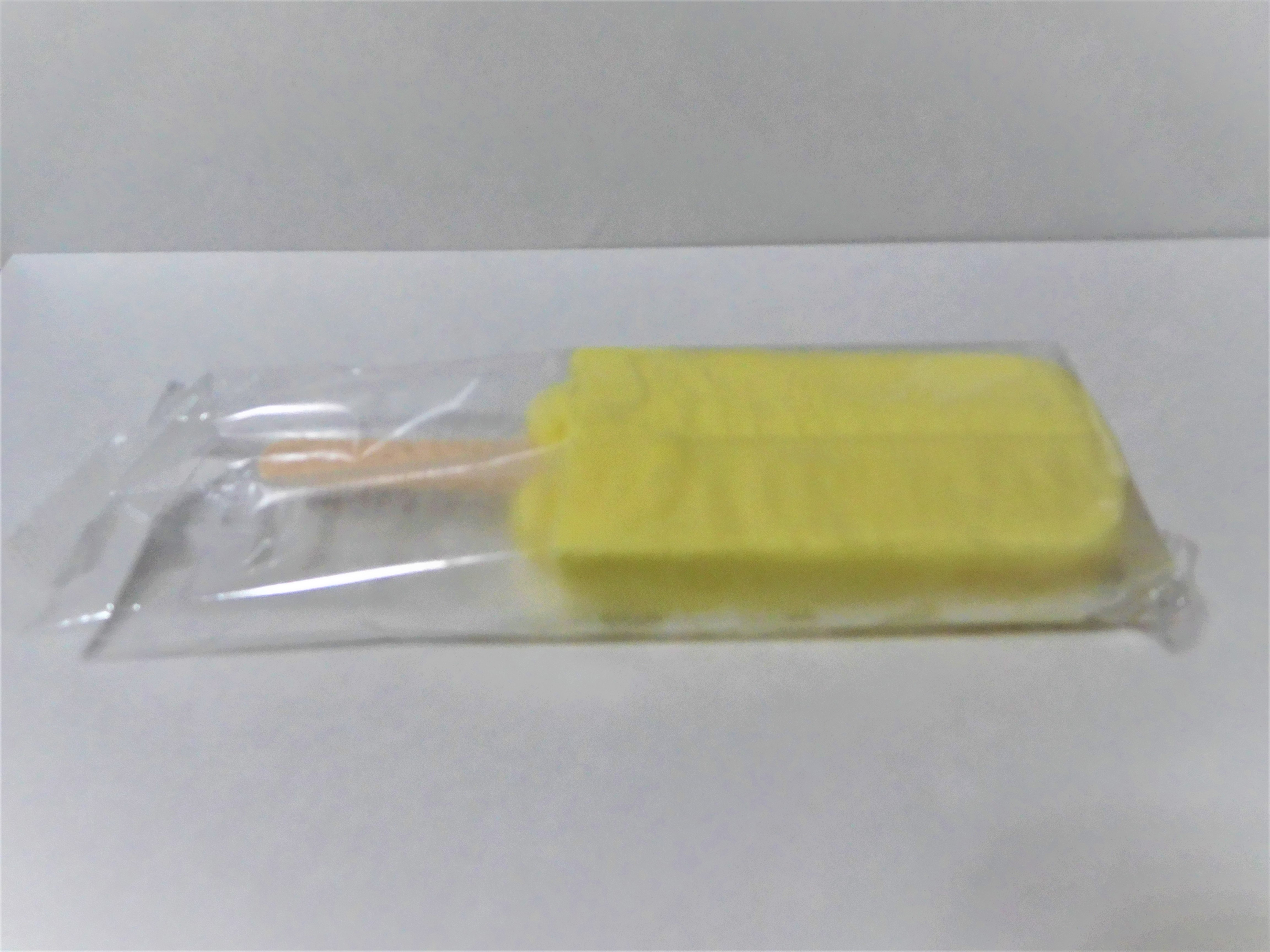
レモン牛乳アイス

- レモン牛乳アイス - 宇都宮市の食品メーカー「フタバ食品」がカップアイスやアイスバーを製造・販売している。茨城県内の小売店の一部でも販売されている。栃木乳業の製品を使用[6][7]。かつてはバーアイスとモナカアイスの2種類を製造していた。
- レモン牛乳まんじゅう - 宇都宮市内の和菓子製造「すずらん本舗」が製造・販売している焼菓子。餡と皮にレモン牛乳が練りこまれている。2009年春より発売開始
- レモン牛乳ソフトクリーム -　道の駅うつのみや ろまんちっく村（針谷おいしいレモンを使用）、野岩鉄道会津鬼怒川線龍王峡駅前の滝見茶屋（関東・栃木レモンを使用）などで販売。
- 関東・栃木レモングッズ -　栃木乳業の許諾を得たオフィシャルな製品で、日光市の永井園が販売している雑貨などがある[8]。ハローキティやリラックマとコラボレーションした商品も存在する。
- 関東・栃木レモン飴 - 栃木乳業監修の元、原料の一部に関東・栃木レモンを使用してその味を再現したもの。愛知県豊橋市の株式会社スマイル-リンクが企画・販売[9]。Odakyu OX Mart等で取り扱い。
- 関東・栃木レモンスプレッド - 愛知県豊橋市の株式会社スマイル-リンクが企画・販売[9]。
- 栃木レモンポップコーン - 日光市の和光フーズが販売。Odakyu OX Mart等で取り扱い。
- 関東・栃木レモンようかん - マスイ製菓株式会社が製造者。株式会社和光フーズが発売元。
- レモン牛乳カレー - レモン牛乳のカレー[10]。
- 関東・栃木レモンドレッシング - 栃木乳業が監修、足利市の日東産業が製造、日光市の永井園が販売[11]。

### 期間限定・販売終了
- レモン牛乳ラスク - シェレンバウム「NASUのラスク屋さん」が製造・販売していた。
- レモン牛乳入りとろとろプリン - 宇都宮市の洋菓子店「サンマルタン｣が製造・販売していた。
- 関東・栃木レモンを使ったシュークリーム - 栃木県内のセブンイレブン限定商品。2009年秋と2010年3月頃に販売された。栃木乳業との共同開発。
- 関東・栃木レモンを使ったパン - 宇都宮周辺のセブンイレブン限定商品。栃木乳業との共同開発。
- ランチパック 関東・栃木レモンクリーム＆ホイップ - 山崎製パンによる製品。スーパー・コンビニエンスストアで2010年頃に販売されていた。
- レモンチーズケーキ(関東・栃木レモン入りクリームを使用) -  山崎製パンによる製品。2010年頃に栃木県内のスーパーで販売された。
- 栃木の味 レモンウインナー - 栃木市にある滝沢ハムで製造[12]。ソーセージに関東・栃木レモンを練りこんだ製品。
- レモン牛乳味ふんわりかき氷 - フタバ食品が製造し、サークルKサンクス限定で2016年7月と翌年同月に販売。
- がぶ飲みレモンクリームソーダ - ポッカサッポロフード&ビバレッジのがぶ飲みシリーズとして期間限定で発売。
- 関東・栃木レモンクリーム＆ホイップ - 第一パンと栃木乳業の共同開発商品。2022年5月から期間限定で販売[13]。
- 関東・栃木レモン蒸しケーキ - 第一パンと栃木乳業の共同開発商品。2022年5月から期間限定で販売[14]。
- 関東・栃木レモンせんべい　-　原料に関東・栃木レモン乳飲料使用。日光市の食品製造・企画会社「谷八」が販売。みやげ物店等で取り扱い。

### その他
愛知県に本社を置く株式会社長登屋の「レモン入牛乳」を冠する便乗商品群（菓子類、グッズ類）がある。これらは、栃木県内のホテルの売店などのほか、駅の売店や県外のサービスエリア等でも販売されている。